# Resolutie 30 Veiligheidsraad Verenigde Naties
Resolutie 30 van de Veiligheidsraad van de Verenigde Naties werd op 25 augustus 1947 aangenomen met zeven stemmen tegen geen. Vier leden, Colombia, Polen, de Sovjet-Unie en het Verenigd Koninkrijk, onthielden zich.

## Achtergrond
Ten tijde van de Indonesische onafhankelijkheidsoorlog braken op 21 juli 1947 gewelddadigheden uit, die tot 5 augustus zouden duren.
Op 1 augustus nam de Veiligheidsraad resolutie 27 aan, die de strijdende partijen verzocht de wapens neer te leggen en met onderhandelingen te beginnen.

## Inhoud
- De Veiligheidsraad riep op 1 augustus Nederland en de Republiek Indonesië op om met de vijandelijkheden te stoppen.
- Er was bericht ontvangen van Nederland en Indonesië dat het bevel was gegeven om met de vijandelijkheden te stoppen.
- Het was wenselijk dat ervoor gezorgd werd dat geschillen en wrijvingen ten gevolge van de wapenstilstand vermeden worden en dat een klimaat wordt gecreëerd dat een akkoord tussen de partijen vergemakkelijkt.

De Veiligheidsraad:
1. bemerkt met voldoening dat de partijen stappen hebben gezet om aan resolutie 27 te voldoen;
2. beerkt met voldoening de verklaring van de Nederlandse overheid van 11 augustus op, waarin die haar intentie om een soevereine Verenigde Staten van Indonesië te organiseren, zoals bepaald in de Overeenkomst van Linggadjati, bevestigt;
3. merkt aan dat Nederland de consuls in Batavia (Jakarta) wil vragen om over de situatie in Indonesië te rapporteren;
4. merkt aan dat de Indonesische regering de Veiligheidsraad om een commissie van waarnemers heeft gevraagd;
5. vraagt aan zijn leden om hun consuls in Batavia de situatie inzake de toepassing van resolutie 27, het naleven van het staakt-het-vuren en de terugtrekkingen te laten observeren;
6. vraagt de overheden van Nederland en Indonesië om deze mensen (zie paragraaf °4) alle nodige bijstand te verlenen;
7. besluit om de zaak indien nodig verder in overweging te nemen.

## Verwante resoluties
- Resolutie 27 Veiligheidsraad Verenigde Naties vroeg een wapenstilstand en onderhandelingen.
- Resolutie 31 Veiligheidsraad Verenigde Naties bood bijstand in de onderhandelingen.
- Resolutie 32 Veiligheidsraad Verenigde Naties veroordeelde het voortgaande geweld.

Lijst ·  16 ·  17 ·  18 ·  19 ·  20 ·  21 ·  22 ·  23 ·  24 ·  25 ·  26 ·  27 ·  28 ·  29 ·  30 ·  31 ·  32 ·  33 ·  34 ·  35 ·  36 ·  37